# Nord-Ouest des États-Unis

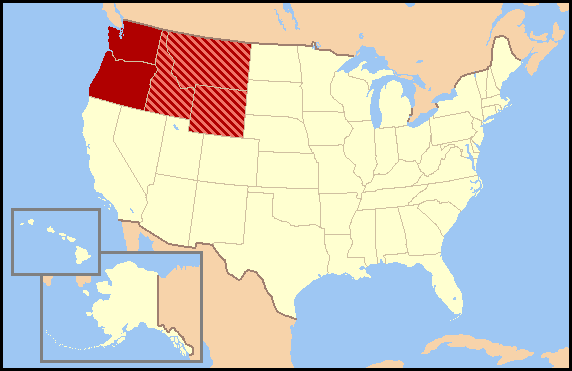
Nord-Ouest des États-Unis.

Le Nord-Ouest des États-Unis comprend les États se trouvant au nord-ouest de la région des Grandes Plaines, aux États-Unis. Ces États sont l'Oregon et Washington. Parfois, les États de l'Idaho, du Montana et du Wyoming sont compris. Les régions de l'Alaska du Sud-Est et de la Californie du Nord peuvent également y être rattachées.